# Twisted Wheel
Twisted Wheel est un groupe anglais de rock indie originaire de Oldham, à Manchester (Angleterre, Royaume-Uni).

## Histoire
Twisted Wheel a été formé en février 2007 par 2 membres des The Childrens, le guitariste et chanteur Jonny Brown et le bassiste Rick Lees. Ils ont ensuite été rejoints par le batteur Adam Clarke. Le nom du groupe vient du nom du légendaire club Le Twisted Wheel, qui de 1963 à 1972 sera l'épicentre de la scène Mod Mancunienne avant d'être le lieu de naissance de la scène Northern Soul. Ils ont été fortement inspirés par le groupe Oasis.
Le groupe a signé chez Colombia Records en janvier 2008. Leur premier single She's A Weapon est sorti le mois d'avril de la même année et a été un véritable succès. Le morceau suivant intitulé You Stole The Sun a lui été diffusé 3 mois plus tard. Durant cette même année le groupe a également réalisé une tournée (il est à noter que le groupe a également assuré la 1re partie de la tournée d'Oasis en Europe.
Twisted Wheel est d'après Liam Gallagher "une bouffée d'air frais", ils comptent aussi dans leurs fans Paul Weller qui les a invités sur son "Summer Forest Tour" en 2009.
Le premier album du groupe s'intitule Twisted Wheel et a été produit par le très reconnu Dave Sardy, il a été enregistré en juin 2008 et est disponible dans les bacs depuis le 13 avril 2009. Le premier et le deuxième single de l'album, intitulés respectivement Lucy The Castle et We Are Us, sont eux sortis en novembre 2008 et mars 2009.

## Albums studio
- 2009 - Twisted Wheel
- 2012 - Do It Again
- 2020 - Satisfying The Ritual